# Vinets Veldre
Vinets Veldre (ur. 26 marca 1971) – łotewski lekarz weterynarii, urzędnik państwowy i polityk, minister zdrowia (2007), minister obrony narodowej (2007–2009).

## Życiorys
Z wykształcenia lekarz weterynarii, w 1995 ukończył studia na Łotewskim Uniwersytecie Rolniczym w Jełgawie. Kształcił się również na uczelniach w Niemczech i Szwecji. W 1995 podjął pracę w państwowej służbie weterynaryjnej, w 1997 został kierownikiem wydziału, a w 1999 głównym inspektorem weterynarii. W 2001 powołany na dyrektora generalnego służby żywnościowej i weterynaryjnej. W 2004 został przedstawicielem Łotwy w Europejskim Urzędzie ds. Bezpieczeństwa Żywności.
Był związany z Partią Ludową. W styczniu 2007 objął urząd ministra zdrowia w drugim rządzie Aigarsa Kalvītisa. Sprawował go do grudnia tegoż roku. Następnie do marca 2009 pełnił funkcję ministra obrony narodowej w drugim gabinecie Ivarsa Godmanisa.
Powoływany w skład organów zarządczych spółek prawa handlowego. W 2014 kandydował do parlamentu z ramienia Vienoti Latvijai Ainārsa Šlesersa. W 2015 został zatrudniony w spółce energetycznej Latvijas Gāze.